# 1-й Новогоголівський провулок (Житомир)
1-й Новогоголівський провулок — провулок в Корольовському районі міста Житомир.

## Розташування
Розташований у завокзальній частині міста. Бере початок від Новогоголівської вулиці. Завершується перехрестям з Крайнім проїздом. Вздовж поперечних меж садиб, розташованих у кварталі між 2-м провулком Матросова та Крайнім проїздом, протікає струмок, який перетинає 1-й Новогоголівський провулок у трубопроводі.

## Історія
Виник у першій половині ХХ століття на вільних від забудови землях. Станом на початок ХХ століття місцевості за місцем розташування майбутнього провулку притаманна заболоченість.
На мапі міста 1942 року показаний як Новогоголівський провулок. До початку Другої світової війни сформувалася ділянка провулка та переважна кількість забудови до перетину зі струмком. Станом на 1968 рік провулок та його забудова сформовані.